# Moji, Kitakyūshū
Moji (門司区 (Môn Ty khu) Moji-ku) là quận thuộc thành phố Kitakyūshū, tỉnh Fukuoka, Nhật Bản. Tính đến ngày 1 tháng 10 năm 2020, dân số ước tính của quận là 93.842 người và mật độ dân số là 1.300 người/km2. Tổng diện tích của quận là 73,67 km2.